# 極彩
『極彩』（ごくさい）は、2006年12月に発売されたムックの7枚目のアルバム。ライヴ映像やオフショットなどを収めたDVD付き初回限定盤A、インタビュー形式で2006年を振り返ったドキュメント映像を収録したDVD付き初回限定盤B、通常盤の3タイプでリリースされた。通常盤の初回プレス分には「G.M.C」、「ガーベラ Surf ver.」が収録されたボーナスCDが付属された。

## 収録曲
1. レイブサーカス
（作曲：ミヤ）
  - インスト。
2. 極彩
（作詞：ミヤ / 作曲：ミヤ）
3. 嘆きの鐘
（作詞：ミヤ / 作曲：ミヤ）
4. 謡声（ウタゴエ）
（作詞：逹瑯 / 作曲：ミヤ・SATOち）
  - 11thシングル。2017年発売の『殺シノ調べII This is NOT Greatest Hits』にて再録されている。
5. 月光
（作詞：ミヤ / 作曲：ミヤ）
6. パノラマ
（作詞：逹瑯 / 作曲：SATOち・ミヤ）
7. ガーベラ
（作詞：逹瑯 / 作曲：ミヤ）
  - 9thシングル。イントロ部分を再録している。
8. リスキードライブ
（作詞：逹瑯 / 作曲：ミヤ）
9. キンセンカ
（作詞：SATOち・ミヤ / 作曲：SATOち）
10. ディーオージー
（作詞：逹瑯 / 作曲：逹瑯・ミヤ）
11. 25時の憂鬱
（作詞：逹瑯 / 作曲：ミヤ）
12. ホリゾント
（作詞：逹瑯・ミヤ / 作曲：YUKKE・ミヤ）
  - 12thシングル。
13. 優しい歌
（作詞：ミヤ / 作曲：ミヤ）
  - ライブで最後に演奏される曲。
14. 流星
（作詞：逹瑯 / 作曲：ミヤ）
  - 10thシングル。シングル版とは違い、最後まで演奏されている。2017年発売の『殺シノ調べII This is NOT Greatest Hits』にて再録されている。

ボーナスCD（通常盤初回プレス）
1. G.M.C
（作詞：ミヤ / 作曲：ミヤ）
  - スラッシュ・メタル要素が強い曲。歌詞は公開されていない。
2. ガーベラ Surf ver.
（作詞：逹瑯 / 作曲：ミヤ）

## カバー
謡声（ウタゴエ）
- 氣志團 - 2017年11月22日発売の『TRIBUTE OF MUCC -縁[en]-』に収録。

ガーベラ
- sukekiyo - 2017年11月22日発売の『TRIBUTE OF MUCC -縁[en]-』に収録。

流星
- Plastic Tree - 2017年11月22日発売の『TRIBUTE OF MUCC -縁[en]-』に収録。